# Padilla de Arriba
Padilla de Arriba – gmina w Hiszpanii, w prowincji Burgos, w Kastylii i León, o powierzchni 23,12 km². W 2011 roku gmina liczyła 89 mieszkańców.